# David Jason
David Jason, acteernaam van Sir David John White OBE (Edmonton (Londen), 2 februari 1940) is een Engels acteur, komiek en auteur.
Hij had zijn eerste succes op de Britse televisie eind jaren 60 in de comedyserie Do Not Adjust Your Set. In die serie speelden ook Terry Jones, Michael Palin en Eric Idle, die later deel uitmaakten van Monty Python's Flying Circus. Daarna was Jason onder andere te zien in Open All Hours, naast Ronnie Barker.
In 1981 speelde David Jason voor het eerst de rol van Del Boy in de langlopende comedy Only Fools and Horses. Met dit personage van een kleine oplichter werd Jason bijzonder populair in Engeland. Sommige van Del Boy's opmerkingen werden staande uitdrukkingen, zoals het scheldwoord dipstick en de uitspraak luvly jubbly. In de Lage Landen werd hij bekender als politieman Jack Frost in de serie A Touch of Frost, een rol die hij tussen 1992 en 2010 speelde, en die door de KRO en de VRT is uitgezonden. In de serie speelt ook zijn broer Arthur White mee, in de rol van politiearchivaris Ernie Trigg.
In 2024 was Jason weer op televisie te zien. Samen met Jay Blades bekend van The Repair shop, maakte hij de serie Touring Toolshed voor BBC Two.

## Privé
In 1993 werd Jason tot officier in de Orde van het Britse Rijk benoemd. In 2005 werd hij geridderd voor zijn verdiensten. In vele kranten werd de titel "Arise Sir Del Boy" of iets vergelijkbaars gebruikt, verwijzend naar zijn beroemdste acteerwerk. Op 1 december van dat jaar ontving hij het ridderschap van koningin Elizabeth II op Buckingham Palace. Hij vertelde daarbij dat hij “nederig” was door het “fantastische eerbetoon”.
Jason trouwde in 2005 met de 41-jarige Gill Hinchcliffe. Met haar had hij sinds 2001 een dochter. In 1970 had Jason een korte relatie met actrice Jennifer Hill, uit die relatie werd een dochter geboren. Jason kwam er pas in 2022 achter dat hij een dochter heeft.

## Prijzen
Jason won verscheidene prijzen voor zijn werk.
- Hij won viermaal een BAFTA in 1988, 1991, 1997 en 2003.
- Viermaal won hij een British Comedy Awards in 1990, 1992, 1997 en 2001.
- Hij won zeven maal een nationale televisie awards in 1996 2x, 1997, 2001 2x, 2002 en 2011.

## Filmografie
- Touring Toolshed
- Still Open All Hours, BBC televisieserie - Granville (2013 - 2019)
- The Royal Bodyguard, BBC televisieserie - Captain Hubble (2011-2012)
- A Touch of Frost televisieserie - Insp. Jack Frost (42 afl., 1992-2010)
- Albert's Memorial (televisiefilm, 2009) - Harry (Post-productie)
- The Colour of Magic (Televisiefilm, 2008) - Rincewind
- Diamond Geezer Televisieserie - Des (Afl., Pilot, 2005|A Royal Affair, 2007|Old Gold, 2007|Old School Lies, 2007)
- Hogfather (televisiefilm, 2006) - Albert
- Ghostboat (televisiefilm, 2006) - Jack Hardy
- And It's Goodnight from Him (Televisiefilm, 2005) - Geïnterviewde
- Diamond Geezer (televisiefilm, 2005) - Des Parker
- The Final Quest (televisiefilm, 2004) - Dave
- The Second Quest (televisiefilm, 2004) - Dave
- Only Fools and Horses televisieserie - Derek 'Del Boy' Trotter (65 afl., 1981-1991, 1992, 1993, 1996, 2001, 2002, 2003)
- The Quest (televisiefilm, 2002) - Dave
- Micawber (televisiefilm, 2001) - Wilkins Micawber
- All the King's Men (televisiefilm, 1999) - Kapt. Frank Beck
- Angelmouse televisieserie - Verteller (Afl., The Weather Angels, 1999, stem|The Fly-Away Weather, 1999, stem|Missing Skates, 1999, stem|Can't Sleep, Won't Sleep, 1999, stem)
- Father Christmas and the Missing Reindeer (televisiefilm, 1998) - Rol onbekend (Stem)
- March in Windy City (televisiefilm, 1998) - Steven March
- The Snow Queen (televisiefilm, 1995) - Eric (Stem)
- Screen One Televisieserie - Billy Mac (Afl., The Bullion Boys, 1993)
- The Bullion Boys (televisiefilm, 1993) - Billy Mac
- The Darling Buds of May televisieserie - Pop Larkin (20 afl., 1991-1993)
- Count Duckula televisieserie - Count Duckula e.a. (34 afl., 1988-1993, stem)
- The Adventures of Dawdle the Donkey Televisieserie - Rola Polar (1993, stem)
- Danger Mouse televisieserie - Danger Mouse e.a. (90 afl., 1981-1992)
- Victor and Hugo: Bunglers in Crime televisieserie - Hugo, Interpol, Meccaneaux (1991, stem)
- Amongst Barbarians (1990) - George
- The BFG (1989) - The BFG (Stem)
- A Bit of a Do televisieserie - Ted Simcock (13 afl., 1989)
- The Wind in the Willows televisieserie - Chief Weasel e.a. (Afl. onbekend, 1984-1988, stem)
- Porterhouse Blue (televisiefilm, 1987) - Skullion
- Open All Hours televisieserie - Granville (25 afl., 1976-1985)
- Dramarama televisieserie - Mr. Stabs (Afl., Mr. Stabs, 1984)
- The Wind in the Willows (televisiefilm, 1983) - Toad (Stem)
- A Sharp Intake of Breath televisieserie - Peter Barnes (22 afl., 1977-1981)
- The Odd Job (1978) - The Odd Job Man
- The Water Babies (1978) - Rol onbekend (Stem)
- Porridge televisieserie - Blanco (Afl., A Night In, 1974|Ways and Means, 1974|Happy Release, 1975|No Peace for the Wicked, 1975|Pardon Me, 1977)
- Wombling Free (televisiefilm, 1977) - Rol onbekend (Stem)
- Lucky Feller televisieserie - Shorty Mepstead (13 afl., 1976)
- Royal Flash (1975) - De burgemeester
- The Top Secret Life of Edgar Briggs televisieserie - Edgar Briggs (13 afl., 1974)
- It's Only Me - Whoever I Am (televisiefilm, 1974) - Quentin
- Doctor at Sea televisieserie - Manuel Sanchez (Afl., Go Away Stoaway!, 1974)
- Seven of One televisieserie - Granville (Afl., Open All Hours, 1973)
- White Cargo (1973) - Albert Toddey
- His Lordship Entertains televisieserie - Dithers, de tuinman (Afl., The Health Inspector, 1972|The Railway Station, 1972)
- Under Milk Wood (1972) - Nogood Boyo
- Doctor at Large televisieserie - Victor Bligh (Afl., Let's Start at the Beginning, 1971)
- Doctor at Large televisieserie - The Toad (Afl., Congratulations - It's a Toad!, 1971, stem)
- Six Dates with Barker televisieserie - Clive (Afl., 1970: The Odd Job, 1971)
- Hark at Barker televisieserie - Dithers, de tuinman (Afl., Meet Lord Rustless, 1969|Rustless and Women, 1969|Rustless on Music, 1970|Rustless on Sport, 1970)
- Two D's and a Dog televisieserie - Dingle Bell (6 afl., 1970)
- Doctor in the House televisieserie - Mr. Drobnic (Afl., What Seems to Be the Trouble?, 1970)
- Canada Goose (televisiefilm, 1969) - Rol onbekend
- Randall & Hopkirk (Deceased) televisieserie - Abel (Afl., That's How Murder Snowballs, 1969)
- Counterstrike televisieserie - Taffy Sadler (Afl., On Ice, 1969)
- Do Not Adjust Your Set televisieserie - Captain Fantastic e.a. (19 afl., 1967-1969)
- Softly Softly televisieserie - Smith (Afl., Over Take..., 1966)
- Crossroads televisieserie - Bert Brad Shaw (1964)

- Bibliothèque nationale de France: cb14066906z (data)
- Gemeinsame Normdatei: 14086539X
- International Standard Name Identifier: 0000 0000 7841 5282
- Library of Congress Control Number: nb91279683
- MusicBrainz: 8c736d81-741f-49b6-a552-c71638d125d6
- Nationale Bibliotheek van Tsjechië: xx0155412
- Nederlandse Thesaurus van Auteursnamen: 074498924
- Système universitaire de documentation: 132309351
- Virtual International Authority File: 107841678
- WorldCat: E39PBJxGQvXpvWtxxRFWFygBT3